# Lithobius speleovolcanus
Lithobius speleovolcanus är en mångfotingart som beskrevs av Luis Serra 1984. Lithobius speleovolcanus ingår i släktet Lithobius och familjen stenkrypare. Inga underarter finns listade i Catalogue of Life.